# Coordinador de producción
Un coordinador de producción en cine, teatro, televisión, radio o música es alguien que se encarga del área de producción en tareas administrativas. Es un puesto sindicalizado en el arte teatral bajo la Alianza Internacional de Empleados de Teatro (IATSE) y se rige en Los Ángeles por Local 871.
El coordinador de producción trabaja al mando del gerente de producción o productor para coordinar los diversos grupos y personal que se unen en la realización de películas para una productora, vídeos para hacer un programa de televisión o cualquier material audiovisual. Encargados de la preproducción en tareas administrativas, durante la producción en la organización, como los presupuestos y la logística.